# 春の踊り -花と夢と愛と-
『春の踊り』 -花と夢と愛と-（はるのおどり はなとゆめとあいと）は宝塚歌劇団の舞台作品。花組公演。
形式名は「宝塚レビュー」。13場。
構成・演出は阿古健。併演作品は『アルカディアよ永遠に』。
1982年3月19日から5月6日まで宝塚大劇場で公演された。東京では未公演。

## 解説
日本美を謳い上げたレビュー作品。
宝塚歌劇団68期生の初舞台公演演目。

## スタッフ
- 演出・振付：花柳寿楽[3]
- 作曲・編曲：寺田瀧雄[3]、入江薫[3]
- 編曲：河崎恒夫[3]
- 音楽指揮：野村陽児[3]
- 振付：花柳錦之輔[3]
- 装置[3]：石浜日出雄、関谷敏昭
- 衣装[3]：小西松茂、中川菊枝
- 照明：今井直次[4]
- 音響：松永浩志[4]
- 小道具：上田特市[4]
- 効果：中田正廣[4]
- 演出補：村上信夫[4]
- 演出助手：石田昌也[4]
- 制作：田中拓助[4]
- 笛：藤舎推峰[4]